# Xenophrys robusta
Xenophrys robusta är en groddjursart som först beskrevs av George Albert Boulenger 1908.  Xenophrys robusta ingår i släktet Xenophrys och familjen Megophryidae. IUCN kategoriserar arten globalt som otillräckligt studerad. Inga underarter finns listade i Catalogue of Life.